# Dustin May
Dustin Jake May (né le 6 septembre 1997 à Justin, Texas, États-Unis) est un lanceur droitier des Dodgers de Los Angeles de la Ligue majeure de baseball.

## Carrière
Dustin May est sélectionné par les Dodgers de Los Angeles au 3e tour de sélection du repêchage de 2016. Il fait ses débuts dans le baseball majeur avec les Dodgers le 2 août 2019.
Le 23 juillet 2020 face aux Giants de San Francisco, May est le lanceur partant des Dodgers pour leur premier match de la saison, qui commence tardivement en raison de la pandémie de Covid-19. May est choisi pour prendre la place de Clayton Kershaw, blessé, et devient le plus jeune lanceur partant des Dodgers pour un match d'ouverture d'une saison depuis Fernando Valenzuela en 1981.